# Arany Málna díj a legrosszabb női főszereplőnek
A legrosszabb női főszereplő Arany Málna díját (angolul: Golden Raspberry Award for Worst Actress) a Los Angeles-i székhelyű Arany Málna Díj Alapítvány  1981 óta ítéli oda az előző évben készült és forgalomba került amerikai filmek női főszereplőinek, akiknek játékát több száz akadémiai tag szavazata alapján a „legrosszabbnak” találták.
A díjra jelölt művészek listáját minden év elején, az Oscar-díjra jelöltek kihirdetése előtti napon hozzák nyilvánosságra. A „nyertes” megnevezése minden év február végén, március elején, az Oscar-gála előtti napon történik, valamelyik hollywoodi vagy Santa Barbara-i rendezvényteremben tartott ünnepség keretében.
Az első alkalommal tíz művészt neveztek a díjra, 1982 óta viszont ötöt.
A díjat elsősorban egyéni teljesítményért osztják ki, de a jelöltek között megtalálható a Spice Girls (1999) és olyan többszereplős alkotás gárdája, mint a Szex és New York 2. (2010) vagy a Bratz – Talpra, csajok!  (2008). A díj humoros jellege megengedi, hogy női szerepet megformáló férfiak is jelöltek legyenek, sőt nyerjenek (Adam Sandler, 2012).
A legtöbb, öt díjat Madonna „érdemelte ki”, őt Bo Derek követi 3 díjjal, majd Pia Zadora, Tyler Perry, Sharon Stone, Demi Moore és Dakota Johnson 2-2 díjjal.
A Razzie története során eddig két ízben vették át ezt a díjat:
- 2005-ben Halle Berry A Macskanő címszerepéért; egy rögtönzött show-műsor keretében, egyik kezében a korábban kapott Oscart, másikban az Arany Málnát szorongatva, „könnyekkel küszködve” köszönte meg az „elismerést”. Így nyilatkozott: „Ha nem tudsz jó vesztes lenni, akkor jó győztes sem lehetsz.”[3][4][5]
- 2010-ben Sandra Bullock, aki egyébként A szív bajnokai című filmdrámában nyújtott alakításáért másnap átvehette a legjobb színésznőnek járó trófeát. A díjátadóra egy kiskocsival érkezett, rajta filmje 300 DVD-jével. Felelevenítve, hogy miután előzetesen megígérte, ha ő nyeri a díjat, azt személyesen fogja átvenni, mire külön szavazás indult arról, vajon valóban elmegy-e a gálára, a következőket mondta: „És én nem tudtam, hogy Hollywoodban az embernek csak annyit kell tennie, hogy azt mondja, meg akarok jelenni a gálán, és akkor megkapja a díjat. Ha tudtam volna, már régen mondtam volna, hogy megjelenek az Oscaron.”[6][7]

## Díjazottak és jelöltek
(MEGJEGYZÉS: Az „Év” oszlop az értékelésül szolgáló film bemutatási évére utal, a tényleges díjátadó ceremóniát a következő évben rendezték meg.)

### 1980-as évek
| Év                   | Színésznő                           | Színésznő                                  | Magyar cím                | Eredeti cím        | Szerep   |
| 1980 (1. gála)       |                                     |                                            |                           |                    |          |
| -------------------- | ----------------------------------- | ------------------------------------------ | ------------------------- | ------------------ | -------- |
| 1980 (1. gála)       |                                     | Brooke Shields                             | A kék lagúna              | The Blue Lagoon    | Emmeline |
| 1980 (1. gála)       | Nancy Allen                         | Gyilkossághoz öltözve                      | Dressed to Kill           | Liz Blake          |          |
| 1980 (1. gála)       | Faye Dunaway                        | Az első halálos bűn                        | The First Deadly Sin      | Barbara Delaney    |          |
| 1980 (1. gála)       | Shelley Duvall                      | Ragyogás                                   | The Shining               | Wendy Torrance     |          |
| 1980 (1. gála)       | Farrah Fawcett                      | Hármas számú űrbázis                       | Saturn 3                  | Alex               |          |
| 1980 (1. gála)       | Sondra Locke                        | Bronco Billy                               | Bronco Billy              | Antoinette Lily    |          |
| 1980 (1. gála)       | Olivia Newton-John                  | Xanadu                                     | Xanadu                    | Kira               |          |
| 1980 (1. gála)       | Valerie Perrine                     | Zenebolondok                               | Can't Stop the Music      | Samantha Simpson   |          |
| 1980 (1. gála)       | Deborah Raffin                      |                                            | Touched by Love           | Lena Canada        |          |
| 1980 (1. gála)       | Talia Shire                         |                                            | Windows                   | Emily Hollander    |          |
| 1981 (2. gála)       |                                     |                                            |                           |                    |          |
|                      | Bo Derek                            | Tarzan, a majomember                       | Tarzan, the Ape Man       | Jane Parker        |          |
| Faye Dunaway         | Anyu a sztár                        | Mommie Dearest                             | Joan Crawford             |                    |          |
| Linda Blair          |                                     | Hell Night                                 | Marti Gaines              |                    |          |
|                      | Brooke Shields                      | Végtelen szerelem                          | Endless Love              | Jade Butterfield   |          |
| Barbra Streisand     | Szerelem az éjszakában              | All Night Long                             | Cheryl Gibbons            |                    |          |
| 1982 (3. gála)       |                                     |                                            |                           |                    |          |
|                      | Pia Zadora                          | Lepke                                      | Butterfly                 | Kady Tyler         |          |
| Morgan Fairchild     |                                     | The Seduction                              | Jamie Douglas             |                    |          |
| Mia Farrow           | Szentivánéji szexkomédia            | A Midsummer Night's Sex Comedy             | Ariel                     |                    |          |
| Kristy McNichol      |                                     | The Pirate Movie                           | Mabel Stanley             |                    |          |
| Mary Tyler Moore     | Hat hét                             | Six Weeks                                  | Charlotte Dreyfus         |                    |          |
| 1983 (4. gála)       |                                     |                                            |                           |                    |          |
|                      | Pia Zadora                          |                                            | The Lonely Lady           | Jerilee Randall    |          |
| Loni Anderson        | Tollas futam                        | Stroker Ace                                | Pembrook Feeny            |                    |          |
| Linda Blair          |                                     | Chained Heat                               | Carol Henderson           |                    |          |
| Faye Dunaway         | A gonosz lady                       | The Wicked Lady                            | Barbara Skelton           |                    |          |
| Olivia Newton-John   | Két fél egy egész                   | Two of a Kind                              | Debbie Wylder             |                    |          |
| 1984 (5. gála)       |                                     |                                            |                           |                    |          |
|                      | Bo Derek                            | Bolero                                     | Bolero                    | Lida MacGillivery  |          |
| Faye Dunaway         |                                     | Supergirl                                  | Selena                    |                    |          |
| Shirley MacLaine     | Ágyúgolyó futam 2.                  | Cannonball Run II                          | Veronica                  |                    |          |
| Tanya Roberts        | Sheena, a dzsungel királynője       | Sheena                                     | Sheena                    |                    |          |
| Brooke Shields       | Szahara                             | Sahara                                     | Dale                      |                    |          |
| 1985 (6. gála)       |                                     |                                            |                           |                    |          |
|                      | Linda Blair                         | Kegyetlen utcák                            | Savage Streets            | Brenda             |          |
| Mohó kopó, okos lopó | Linda Blair                         | Night Patrol                               | Sue Perman                |                    |          |
|                      | Linda Blair                         | Savage Island                              | Daly                      |                    |          |
| Ariane               | A sárkány éve                       | Year of the Dragon                         | Tracy Tzu                 |                    |          |
| Jennifer Beals       | Frankenstein menyasszonya           | The Bride                                  | Eva                       |                    |          |
| Brigitte Nielsen     | Vörös Szonja                        | Red Sonja                                  | Vörös Szonja              |                    |          |
| Tanya Roberts        | Halálvágta                          | A View to a Kill                           | Stacey Sutton             |                    |          |
| 1986 (7. gála)       |                                     |                                            |                           |                    |          |
|                      | Madonna                             | Sanghaji meglepetés                        | Shanghai Surprise         | Gloria Tatlock     |          |
| Kim Basinger         | 9 és 1/2 hét                        | 9½ Weeks                                   | Elizabeth McGraw          |                    |          |
| Joan Chen            | Tai Pan                             | Tai-Pan                                    | May–May                   |                    |          |
| Brigitte Nielsen     | Kobra                               | Cobra                                      | Ingrid Knudsen            |                    |          |
| Ally Sheedy          | Blue City                           | Blue City                                  | Annie Rayford             |                    |          |
| 1987 (8. gála)       |                                     |                                            |                           |                    |          |
|                      | Madonna                             | Ki ez a lány?                              | Who's That Girl           | Nikki Finn         |          |
| Lorraine Gary        | Cápa 4. – A cápa bosszúja           | Jaws: The Revenge                          | Ellen Brody               |                    |          |
| Sondra Locke         | Patkány öcsi                        | Ratboy                                     | Nikki Morrison            |                    |          |
| Debra Sandlund       | Kemény fiúk tánca                   | Tough Guys Don't Dance                     | Patty Lareine             |                    |          |
| Sharon Stone         | Az elveszett aranyváros fosztogatói | Allan Quatermain and the Lost City of Gold | Jesse Huston              |                    |          |
| 1988 (9. gála)       |                                     |                                            |                           |                    |          |
|                      | Liza Minnelli                       | Arthur 2.                                  | Arthur 2: On the Rocks    | Linda Marolla Bach |          |
| Bérelj zsarut!       | Liza Minnelli                       | Rent-a-Cop                                 | Della Roberts             |                    |          |
| Rebecca De Mornay    | És Isten megteremté a nőt           | And God Created Woman                      | Robin Shea                |                    |          |
| Whoopi Goldberg      | Telefon Terror                      | The Telephone                              | Vashti Blue               |                    |          |
| Cassandra Peterson   | Elvira, a sötét hercegnő            | Elvira: Mistress of the Dark               | Elvira                    |                    |          |
| Vanity               | Jackson, a vadállat                 | Action Jackson                             | Sydney Ash                |                    |          |
| 1989 (10. gála)      |                                     |                                            |                           |                    |          |
|                      | Heather Locklear                    | A mocsárlény visszatér                     | The Return of Swamp Thing | Abby Arcane        |          |
| Jane Fonda           | Tüzes alkony                        | Old Gringo                                 | Harriet Winslow           |                    |          |
| Brigitte Nielsen     |                                     | Bye Bye Baby                               | Lisa                      |                    |          |
| Paulina Porizkova    | A lány alibije                      | Her Alibi                                  | Nina                      |                    |          |
| Ally Sheedy          | Ébredő szívek                       | Heart of Dixie                             | Maggie DeLoach            |                    |          |

### 1990-es évek
| Év                   | Színésznő                        | Színésznő                               | Magyar cím                   | Eredeti cím           | Szerep |
| 1990 (11. gála)      |                                  |                                         |                              |                       |        |
| -------------------- | -------------------------------- | --------------------------------------- | ---------------------------- | --------------------- | ------ |
| 1990 (11. gála)      |                                  | Bo Derek                                | Szellemképtelenség           | Ghosts Can't Do It    | Katie  |
| 1990 (11. gála)      | Melanie Griffith                 | Hiúságok máglyája                       | The Bonfire of the Vanities  | Maria Ruskin          |        |
| 1990 (11. gála)      | Bette Midler                     | Stella                                  | Stella                       | Stella Claire         |        |
| 1990 (11. gála)      | Molly Ringwald                   | Savanyú a szülő                         | Betsy's Wedding              | Betsy Hopper          |        |
| 1990 (11. gála)      | Talia Shire                      | Rocky V.                                | Rocky V                      | Adrian Balboa         |        |
| 1991 (12. gála)      |                                  |                                         |                              |                       |        |
|                      | Sean Young                       | Halálcsók                               | A Kiss Before Dying          | Ellen Carlsson        |        |
| Kim Basinger         | Fogd a nőt és fuss!              | The Marrying Man                        | Vicki Anderson               |                       |        |
| Sally Field          | A lányom nélkül soha             | Not Without My Daughter                 | Betty Mahmoody               |                       |        |
| Madonna              | Madonnával az ágyban             | Truth or Dare                           | önmaga                       |                       |        |
| Demi Moore           | Csere-bere páros                 | The Butcher's Wife                      | Marina Lemke                 |                       |        |
| Demi Moore           | Eszelős szívatás                 | Nothing but Trouble                     | Diane Lightson               |                       |        |
| 1992 (13. gála)      |                                  |                                         |                              |                       |        |
|                      | Melanie Griffith                 | Felhők közül a nap                      | Shining Through              | Linda Voss            |        |
| Idegen közöttünk     | Melanie Griffith                 | A Stranger Among Us                     | Emily Eden                   |                       |        |
| Kim Basinger         | Dermesztő szenvedélyek           | Final Analysis                          | Heather Evans                |                       |        |
| Kim Basinger         | Huncut világ                     | Cool World                              | Holli Would                  |                       |        |
| Lorraine Bracco      | Medicine Man                     | Medicine Man                            | Dr. Rae Crane                |                       |        |
| Lorraine Bracco      | Vérvörös rúzsnyomok              | Traces of Red                           | Ellen Schofield              |                       |        |
| Whitney Houston      | Több mint testőr                 | The Bodyguard                           | Rachel Marron                |                       |        |
| Sean Young           | Szerelmi bűntények               | Love Crimes                             | Dana Greenway                |                       |        |
| 1993 (14. gála)      |                                  |                                         |                              |                       |        |
|                      | Madonna                          | A tanú teste                            | Body of Evidence             | Rebecca Carlson       |        |
| Melanie Griffith     | Most jövök a falvédőről          | Born Yesterday                          | Billie Dawn                  |                       |        |
| Janet Jackson        | Hazug igazság                    | Poetic Justice                          | Justice                      |                       |        |
| Demi Moore           | Tisztességtelen ajánlat          | Indecent Proposal                       | Diana Murphy                 |                       |        |
| Sharon Stone         | Sliver                           | Sliver                                  | Carly Norris                 |                       |        |
| 1994 (15. gála)      |                                  |                                         |                              |                       |        |
|                      | Sharon Stone                     | A specialista                           | The Specialist               | May Munro             |        |
| Vágyak vonzásában    | Sharon Stone                     | Intersection                            | Sally Eastman                |                       |        |
| Kim Basinger         | Szökésben                        | The Getaway                             | Carol McCoy                  |                       |        |
| Joan Chen            | Lángoló jég                      | On Deadly Ground                        | Masu                         |                       |        |
| Jane March           | Az éj színe                      | Color of Night                          | Rose Dexter / Bonnie         |                       |        |
| Uma Thurman          | Néha a csajok is úgy vannak vele | Even Cowgirls Get the Blues             | Sissy Hankshaw               |                       |        |
| 1995 (16. gála)      |                                  |                                         |                              |                       |        |
|                      | Elizabeth Berkley                | Showgirls                               | Showgirls                    | Nomi Malone           |        |
| Cindy Crawford       | Tiszta játszma                   | Fair Game                               | Kate McQuean                 |                       |        |
| Demi Moore           | A skarlát betű                   | The Scarlet Letter                      | Hester Prynne                |                       |        |
| Julia Sweeney        | Pat, a rejtélyes                 | It's Pat                                | Pat Riley                    |                       |        |
| Sean Young           | Dr. Jekyll Junior                | Dr. Jekyll and Ms. Hyde                 | Helen Hyde                   |                       |        |
| 1996 (17. gála)      |                                  |                                         |                              |                       |        |
|                      | Demi Moore                       | Az esküdt                               | The Juror                    | Annie Laird           |        |
| Sztriptíz            | Demi Moore                       | Striptease                              | Erin Grant                   |                       |        |
| Pamela Anderson      | Barb Wire – Bosszúálló angyal    | Barb Wire                               | Barbara "Barb Wire" Kopetski |                       |        |
| Whoopi Goldberg      | Eddie                            | Eddie                                   | Edwina 'Eddie' Franklin      |                       |        |
| Whoopi Goldberg      | Segíts, mumus!                   | Bogus                                   | Harriet Franklin             |                       |        |
| Whoopi Goldberg      | T. Rex, a dinózsaru              | Theodore Rex                            | Katie Coltrane               |                       |        |
| Melanie Griffith     | Hárman párban                    | Two Much                                | Betty Kerner                 |                       |        |
| Julia Roberts        | A gonosz csábítása               | Mary Reilly                             | Mary Reilly                  |                       |        |
| 1997 (18. gála)      |                                  |                                         |                              |                       |        |
|                      | Demi Moore                       | G. I. Jane                              | G. I. Jane                   | Jordan O’Neil hadnagy |        |
| Sandra Bullock       | Féktelenül 2. – Teljes gőzzel    | Speed 2: Cruise Control                 | Annie Porter                 |                       |        |
| Fran Drescher        | A szépész és a szörnyeteg        | The Beautician and the Beast            | Joy Miller                   |                       |        |
| Lauren Holly         | Légörvény                        | Turbulence                              | Teri Halloran                |                       |        |
| Lauren Holly         | A szemünk fénye akció            | A Smile Like Yours                      | Jennifer Robertson           |                       |        |
| Alicia Silverstone   | Segítség, elraboltam magam!      | Excess Baggage                          | Emily Hope                   |                       |        |
| 1998 (19. gála)      |                                  |                                         |                              |                       |        |
|                      | Spice Girls                      | Spice World                             | Spice World                  | Spice Girls           |        |
| Yasmine Bleeth       | Basebolondok                     | BASEketball                             | Jenna Reed                   |                       |        |
| Anne Heche           | Psycho                           | Psycho                                  | Marion Crane                 |                       |        |
| Jessica Lange        | Hush                             | Hush                                    | Martha Baring                |                       |        |
| Uma Thurman          | Bosszúállók                      | The Avengers                            | Emma Peel                    |                       |        |
| 1999 (20. gála)      |                                  |                                         |                              |                       |        |
|                      | Heather Donahue                  | Ideglelés                               | The Blair Witch Project      | Heather Donahue       |        |
| Melanie Griffith     | Tűzforró Alabama                 | Crazy in Alabama                        | Lucille Vinson               |                       |        |
| Milla Jovovich       | Jeanne d'Arc, az orléans-i szűz  | The Messenger: The Story of Joan of Arc | Jeanne d’Arc                 |                       |        |
| Sharon Stone         | Gloria                           | Gloria                                  | Gloria                       |                       |        |
| Catherine Zeta-Jones | Az átok                          | The Haunting                            | Theo                         |                       |        |
| Catherine Zeta-Jones | Briliáns csapda                  | Entrapment                              | Virginia Baker               |                       |        |

### 2000-es évek
| Év                                                                        | Színésznő                                     | Színésznő                                    | Magyar cím                                                           | Eredeti cím                     | Szerep         |
| 2000 (21. gála)                                                           |                                               |                                              |                                                                      |                                 |                |
| ------------------------------------------------------------------------- | --------------------------------------------- | -------------------------------------------- | -------------------------------------------------------------------- | ------------------------------- | -------------- |
| 2000 (21. gála)                                                           |                                               | Madonna                                      | A második legjobb dolog                                              | The Next Best Thing             | Abbie Reynolds |
| 2000 (21. gála)                                                           | Kim Basinger                                  | Áldott a gyermek                             | Bless the Child                                                      | Maggie O'Connor                 |                |
| 2000 (21. gála)                                                           | Kim Basinger                                  | Álom Afrikáról                               | I Dreamed of Africa                                                  | Kuki Gallmann                   |                |
| 2000 (21. gála)                                                           | Melanie Griffith                              | Cecil B. Demented                            | Cecil B. Demented                                                    | Honey Whitlock                  |                |
| 2000 (21. gála)                                                           | Bette Midler                                  | Hát nem édes?                                | Isn't She Great                                                      | Jacqueline Susann               |                |
| 2000 (21. gála)                                                           | Demi Moore                                    | Ébren álmodó                                 | Passion of Mind                                                      | Martha Marie / 'Marty' Talridge |                |
| 2001 (22. gála)                                                           |                                               |                                              |                                                                      |                                 |                |
|                                                                           | Mariah Carey                                  | Glitter                                      | Glitter                                                              | Billie Frank                    |                |
| Penélope Cruz                                                             | Betépve                                       | Blow                                         | Mirtha Jung                                                          |                                 |                |
| Penélope Cruz                                                             | Corelli kapitány mandolinja                   | Captain Corelli's Mandolin                   | Pelagia                                                              |                                 |                |
| Penélope Cruz                                                             | Vanília égbolt                                | Vanilla Sky                                  | Sofia Serrano                                                        |                                 |                |
| Angelina Jolie                                                            | Eredendő bűn                                  | Original Sin                                 | Julia Russell / Bonny Castle                                         |                                 |                |
| Angelina Jolie                                                            | Lara Croft: Tomb Raider                       | Lara Croft: Tomb Raider                      | Lara Croft                                                           |                                 |                |
| Jennifer Lopez                                                            | Angyali szemek                                | Angel Eyes                                   | Sharon Pogue                                                         |                                 |                |
| Jennifer Lopez                                                            | Szeretném, ha szeretnél                       | The Wedding Planner                          | Mary Fiore                                                           |                                 |                |
| Charlize Theron                                                           | Édes november                                 | Sweet November                               | Sara Deever                                                          |                                 |                |
| 2002 (23. gála)                                                           |                                               |                                              |                                                                      |                                 |                |
|                                                                           | Madonna                                       | Hullámhegy                                   | Swept Away                                                           | Amber Leighton                  |                |
| Britney Spears                                                            | Álmok útján                                   | Crossroads                                   | Lucy Wagner                                                          |                                 |                |
| Angelina Jolie                                                            | Élet, vagy valami hasonló                     | Life or Something Like It                    | Lanie Kerrigan                                                       |                                 |                |
|                                                                           | Jennifer Lopez                                | Álmomban már láttalak                        | Maid in Manhattan                                                    | Marisa Ventura                  |                |
| Most már elég!                                                            | Jennifer Lopez                                | Enough                                       | Slim Hiller                                                          |                                 |                |
| Winona Ryder                                                              | A kismenő                                     | Mr. Deeds                                    | Babe Bennett                                                         |                                 |                |
| 2003 (24. gála)                                                           |                                               |                                              |                                                                      |                                 |                |
|                                                                           | Jennifer Lopez                                | Gengszter románc                             | Gigli                                                                | Ricki                           |                |
| Drew Barrymore                                                            | Jószomszédi iszony                            | Duplex                                       | Nancy Kendricks                                                      |                                 |                |
| Drew Barrymore                                                            | Charlie angyalai: Teljes gázzal               | Charlie's Angels: Full Throttle              | Dylan Sanders                                                        |                                 |                |
| Cameron Diaz                                                              | Charlie angyalai: Teljes gázzal               | Charlie's Angels: Full Throttle              | Natalie Cook                                                         |                                 |                |
| Kelly Clarkson                                                            | Strandszerelem                                | From Justin to Kelly                         | Kelly Taylor                                                         |                                 |                |
| Angelina Jolie                                                            | Határok nélkül                                | Beyond Borders                               | Sarah Jordan                                                         |                                 |                |
| Angelina Jolie                                                            | Lara Croft: Tomb Raider 2. – Az élet bölcsője | Lara Croft: Tomb Raider – The Cradle of Life | Lara Croft                                                           |                                 |                |
| 2004 (25. gála)                                                           |                                               |                                              |                                                                      |                                 |                |
|                                                                           | Halle Berry                                   | A Macskanő                                   | Catwoman                                                             | Patience Phillips / Macskanő    |                |
| Hilary Duff                                                               | Los Angeles-i tündérmese                      | A Cinderella Story                           | Sam Montgomery                                                       |                                 |                |
| Hilary Duff                                                               | Sztár születik                                | Raise Your Voice                             | Terri Fletcher                                                       |                                 |                |
| Angelina Jolie                                                            | Nagy Sándor, a hódító                         | Alexander                                    | Olympias királyné                                                    |                                 |                |
| Angelina Jolie                                                            | Életeken át                                   | Taking Lives                                 | Illeana Scott                                                        |                                 |                |
| Mary-Kate és Ashley Olsen                                                 | New York-i bújócska                           | New York Minute                              | Roxy and Jane Ryan                                                   |                                 |                |
| Shawn és Marlon Wayans (a Wayans „nővérek”)                               | Feketék fehéren                               | White Chicks                                 | Brittany és Tiffany Wilson                                           |                                 |                |
| 2005 (26. gála)                                                           |                                               |                                              |                                                                      |                                 |                |
|                                                                           | Jenny McCarthy                                | Piszkos szerelem                             | Dirty Love                                                           | Rebecca Sommers                 |                |
| Jessica Alba                                                              | Fantasztikus Négyes                           | Fantastic Four                               | Sue Storm / Láthatatlan                                              |                                 |                |
| Jessica Alba                                                              | A tenger vadjai                               | Into the Blue                                | Sam                                                                  |                                 |                |
| Hilary Duff                                                               | A tökéletes pasi                              | The Perfect Man                              | Holly Hamilton                                                       |                                 |                |
| Hilary Duff                                                               | Tucatjával olcsóbb 2.                         | Cheaper by the Dozen 2                       | Lorraine Baker                                                       |                                 |                |
| Jennifer Lopez                                                            | Anyád napja                                   | Monster-in-Law                               | Charlie Cantilini                                                    |                                 |                |
| Tara Reid                                                                 | Egyedül a sötétben                            | Alone in the Dark                            | Aline Cedrac                                                         |                                 |                |
| 2006 (27. gála)                                                           |                                               |                                              |                                                                      |                                 |                |
|                                                                           | Sharon Stone                                  | Elemi ösztön 2.                              | Basic Instinct 2                                                     | Catherine Tramell               |                |
| Hilary és Haylie Duff                                                     | Lányok a pácban                               | Material Girls                               | Tanzie és Ava Marchetta                                              |                                 |                |
| Lindsay Lohan                                                             | Cserebere szerencse                           | Just My Luck                                 | Ashley Albright                                                      |                                 |                |
| Kristanna Loken                                                           | BloodRayne – Az igazság árnyékában            | BloodRayne                                   | Rayne                                                                |                                 |                |
| Jessica Simpson                                                           | Akikre büszkék vagyunk! – A hónap dolgozója   | Employee of the Month                        | Amy Renfro                                                           |                                 |                |
| 2007 (28. gála)                                                           |                                               |                                              |                                                                      |                                 |                |
|                                                                           | Lindsay Lohan                                 | Tudom, ki ölt meg                            | I Know Who Killed Me                                                 | Dakota Moss                     |                |
| Aubrey Fleming                                                            | Lindsay Lohan                                 | Tudom, ki ölt meg                            | I Know Who Killed Me                                                 |                                 |                |
| Jessica Alba                                                              | Éberség                                       | Awake                                        | Sam Lockwood                                                         |                                 |                |
| Jessica Alba                                                              | A Fantasztikus Négyes és az Ezüst Utazó       | Fantastic Four: Rise of the Silver Surfer    | Sue Storm / Láthatatlan                                              |                                 |                |
| Jessica Alba                                                              | A kabalapasi                                  | Good Luck Chuck                              | Cam Wexler                                                           |                                 |                |
| Logan Browning, Janel Parrish, Nathalia Ramos és Skyler Shaye             | Bratz – Talpra, csajok!                       | Bratz                                        | Sasha, Jade, Yasmin és Cloe                                          |                                 |                |
| Elisha Cuthbert                                                           |                                               | Captivity                                    |                                                                      |                                 |                |
| 2008 (29. gála)                                                           |                                               |                                              |                                                                      |                                 |                |
|                                                                           | Paris Hilton                                  | A dögös és a dög                             | The Hottie and the Nottie                                            | Cristabel Abbott                |                |
| Jessica Alba                                                              | A szem                                        | The Eye                                      | Sydney Wells                                                         |                                 |                |
| Jessica Alba                                                              | Love Guru                                     | The Love Guru                                | Jane Bullard                                                         |                                 |                |
| Annette Bening, Eva Mendes, Debra Messing, Jada Pinkett Smith és Meg Ryan | Nők                                           | The Women                                    | Sylvie Fowler, Crystal Allen, Edie Cohen, Alex Fisher és Mary Haines |                                 |                |
| Cameron Diaz                                                              | Míg a jackpot el nem választ                  | What Happens in Vegas                        | Joy McNally                                                          |                                 |                |
| Kate Hudson                                                               | Bolondok aranya                               | Fool's Gold                                  | Tess Finnegan                                                        |                                 |                |
| Kate Hudson                                                               | A spanom csaja                                | My Best Friend's Girl                        | Alexis                                                               |                                 |                |
| 2009 (30. gála)                                                           |                                               |                                              |                                                                      |                                 |                |
|                                                                           | Sandra Bullock                                | Ő a megoldás                                 | All About Steve                                                      | Mary Horowitz                   |                |
| Beyoncé                                                                   | Őrült szenvedély                              | Obsessed                                     | Sharon Charles                                                       |                                 |                |
| Miley Cyrus                                                               | Hannah Montana – A film                       | Hannah Montana: The Movie                    | Miley Stewart / Hannah Montana                                       |                                 |                |
| Megan Fox                                                                 | Ördög bújt beléd                              | Jennifer's Body                              | Jennifer Check                                                       |                                 |                |
| Megan Fox                                                                 | Transformers: A bukottak bosszúja             | Transformers: Revenge of the Fallen          | Mikaela Banes                                                        |                                 |                |
| Sarah Jessica Parker                                                      | Hova lettek Morganék?                         | Did You Hear About the Morgans?              | Meryl Morgan                                                         |                                 |                |

### 2010-es évek
| Év                                | Színésznő                                | Színésznő                                                        | Magyar cím                                                    | Eredeti cím            | Szerep                                                                      |
| 2010 (31. gála)                   |                                          |                                                                  |                                                               |                        |                                                                             |
| --------------------------------- | ---------------------------------------- | ---------------------------------------------------------------- | ------------------------------------------------------------- | ---------------------- | --------------------------------------------------------------------------- |
| 2010 (31. gála)                   |                                          | Sarah Jessica Parker, Kim Cattrall, Kristin Davis, Cynthia Nixon | Szex és New York 2.                                           | Sex and the City 2     | Samantha Jones, Charlotte York Goldenblatt, Miranda Hobbes, Carrie Bradshaw |
| 2010 (31. gála)                   | Jennifer Aniston                         | Exférj újratöltve                                                | The Bounty Hunter                                             | Nicole Hurley          |                                                                             |
| 2010 (31. gála)                   | Jennifer Aniston                         | Sejtcserés támadás                                               | The Switch                                                    | Kassie Larson          |                                                                             |
| 2010 (31. gála)                   | Miley Cyrus                              | Az utolsó dal                                                    | The Last Song                                                 | Ronnie Miller          |                                                                             |
| 2010 (31. gála)                   | Megan Fox                                | Jonah Hex                                                        | Jonah Hex                                                     | Tallulah Black / Lilah |                                                                             |
| 2010 (31. gála)                   | Kristen Stewart                          | Alkonyat – Napfogyatkozás                                        | The Twilight Saga: Eclipse                                    | Bella Swan             |                                                                             |
| 2011 (32. gála)                   |                                          |                                                                  |                                                               |                        |                                                                             |
|                                   | Adam Sandler                             | Jack és Jill                                                     | Jack and Jill                                                 | Jill Sadelstein        |                                                                             |
| Martin Lawrence                   | Gagyi mami 3. – Mint két tojás           | Big Mommas: Like Father, Like Son                                | Nagymami                                                      |                        |                                                                             |
| Sarah Palin                       |                                          | The Undefeated                                                   | önmaga                                                        |                        |                                                                             |
| Sarah Jessica Parker              | Csak tudnám, hogy csinálja               | I Don't Know How She Does It                                     | Kate Reddy                                                    |                        |                                                                             |
| Sarah Jessica Parker              | Szilveszter éjjel                        | New Year's Eve                                                   | Kim Doyle                                                     |                        |                                                                             |
| Kristen Stewart                   | Alkonyat: Hajnalhasadás – 1. rész        | The Twilight Saga: Breaking Dawn – Part 1                        | Bella Swan                                                    |                        |                                                                             |
| 2012 (33. gála)                   |                                          |                                                                  |                                                               |                        |                                                                             |
|                                   | Kristen Stewart                          | Hófehér és a vadász                                              | Snow White & the Huntsman                                     | Hófehér                |                                                                             |
| Alkonyat: Hajnalhasadás – 2. rész | Kristen Stewart                          | The Twilight Saga: Breaking Dawn – Part 2                        | Bella Swan                                                    |                        |                                                                             |
| Katherine Heigl                   | A szingli fejvadász                      | One for the Money                                                | Stephanie Plum                                                |                        |                                                                             |
| Milla Jovovich                    | A Kaptár – Megtorlás                     | Resident Evil: Retribution                                       | Alice                                                         |                        |                                                                             |
| Tyler Perry                       | Madea néni, avagy a tanú védtelen        | Madea's Witness Protection                                       | Mabel "Madea" Simmons                                         |                        |                                                                             |
| Barbra Streisand                  | Szeka-túra                               | The Guilt Trip                                                   | Joyce Brewster                                                |                        |                                                                             |
| 2013 (34. gála)                   |                                          |                                                                  |                                                               |                        |                                                                             |
|                                   | Tyler Perry                              |                                                                  | A Madea Christmas                                             | Mabel "Madea" Simmons  |                                                                             |
| Halle Berry                       | A hívás                                  | The Call                                                         | Jordan Turner                                                 |                        |                                                                             |
| Halle Berry                       | Movie 43: Botrányfilm                    | Movie 43                                                         | Emily Browning                                                |                        |                                                                             |
| Selena Gomez                      | Versenyfutás az idővel                   | Getaway                                                          | Gyerek                                                        |                        |                                                                             |
| Lindsay Lohan                     | Vétkek völgye                            | The Canyons                                                      | Tara Lloyd                                                    |                        |                                                                             |
| Naomi Watts                       | Diana                                    | Diana                                                            | Diána hercegné                                                |                        |                                                                             |
| Naomi Watts                       | Movie 43: Botrányfilm                    | Movie 43                                                         | Samantha Miller                                               |                        |                                                                             |
| 2014 (35. gála)                   |                                          |                                                                  |                                                               |                        |                                                                             |
|                                   | Cameron Diaz                             | A csajok bosszúja                                                | The Other Woman                                               | Carly Whitten          |                                                                             |
| Szexvideó                         | Cameron Diaz                             | Sex Tape                                                         | Annie Hargrove                                                |                        |                                                                             |
| Drew Barrymore                    | Kavarás                                  | Blended                                                          | Lauren Reynolds                                               |                        |                                                                             |
| Melissa McCarthy                  | Tammy                                    | Tammy                                                            | Tammy                                                         |                        |                                                                             |
| Charlize Theron                   | Hogyan rohanj a veszTEDbe                | A Million Ways to Die in the West                                | Anna Barnes-Leatherwood                                       |                        |                                                                             |
| Gaia Weiss                        | Herkules legendája                       | The Legend of Hercules                                           | Hébé                                                          |                        |                                                                             |
| 2015 (36. gála)                   |                                          |                                                                  |                                                               |                        |                                                                             |
|                                   | Dakota Johnson                           | A szürke ötven árnyalata                                         | Fifty Shades of Grey                                          | Anastasia "Ana" Steele |                                                                             |
| Katherine Heigl                   | Otthon, édes pokol                       | Home Sweet Hell                                                  | Mona Champagne                                                |                        |                                                                             |
| Mila Kunis                        | Jupiter felemelkedése                    | Jupiter Ascending                                                | Jupiter Jones                                                 |                        |                                                                             |
| Jennifer Lopez                    | A szomszéd fiú                           | The Boy Next Door                                                | Claire Peterson                                               |                        |                                                                             |
| Gwyneth Paltrow                   | Mortdecai                                | Mortdecai                                                        | Johanna Mortdecai                                             |                        |                                                                             |
| 2016 (37. gála)                   |                                          |                                                                  |                                                               |                        |                                                                             |
|                                   | Rebekah Turner                           |                                                                  | Hillary's America: The Secret History of the Democratic Party | Hillary Clinton        |                                                                             |
| Megan Fox                         | Tini Nindzsa Teknőcök: Elő az árnyékból! | Teenage Mutant Ninja Turtles: Out of the Shadows                 | April O’Neil                                                  |                        |                                                                             |
| Tyler Perry                       |                                          | Boo! A Madea Halloween                                           | Mabel "Madea" Simmons                                         |                        |                                                                             |
| Julia Roberts                     | Anyák napja                              | Mother's Day                                                     | Miranda Collins                                               |                        |                                                                             |
| Naomi Watts                       | A beavatott-sorozat: A hűséges           | The Divergent Series: Allegiant                                  | Evelyn Johnson-Eaton                                          |                        |                                                                             |
| Shailene Woodley                  | A beavatott-sorozat: A hűséges           | The Divergent Series: Allegiant                                  | Beatrice "Tris" Prior                                         |                        |                                                                             |
| 2017 (38. gála)                   |                                          |                                                                  |                                                               |                        |                                                                             |
|                                   | Tyler Perry                              | Halloween Madeával 2.                                            | Boo 2! A Madea Halloween                                      | Mabel "Madea" Simmons  |                                                                             |
| Katherine Heigl                   | Öldöklő szerelem                         | Unforgettable                                                    | Tessa Connover                                                |                        |                                                                             |
| Dakota Johnson                    | A sötét ötven árnyalata                  | Fifty Shades Darker                                              | Anastasia "Ana" Steele                                        |                        |                                                                             |
| Jennifer Lawrence                 | anyám!                                   | mother!                                                          | anya                                                          |                        |                                                                             |
| Emma Watson                       | A kör                                    | The Circle                                                       | Mae Holland                                                   |                        |                                                                             |
| 2018 (39. gála)                   |                                          |                                                                  |                                                               |                        |                                                                             |
|                                   | Melissa McCarthy                         | Haláli bábjáték                                                  | The Happytime Murders                                         | Connie Edwards         |                                                                             |
| A partiállat                      | Melissa McCarthy                         | Life of the Party                                                | Deanna Miles                                                  |                        |                                                                             |
| Jennifer Garner                   | Peppermint – A bosszú angyala            | Peppermint                                                       | Riley North                                                   |                        |                                                                             |
| Amber Heard                       | Londoni pálya                            | London Fields                                                    | Nicola Six                                                    |                        |                                                                             |
| Helen Mirren                      | Szellemek háza                           | Winchester                                                       | Sarah Winchester                                              |                        |                                                                             |
| Amanda Seyfried                   |                                          | The Clapper                                                      | Judy                                                          |                        |                                                                             |
| 2019 (40. gála)                   |                                          |                                                                  |                                                               |                        |                                                                             |
|                                   | Hilary Duff                              |                                                                  | The Haunting of Sharon Tate                                   | Sharon Tate            |                                                                             |
| Anne Hathaway                     | Csaló csajok                             | The Hustle                                                       | Josephine Chesterfield                                        |                        |                                                                             |
| Anne Hathaway                     | Vihar előtt                              | Serenity                                                         | Karen Zariakas                                                |                        |                                                                             |
| Francesca Hayward                 | Macskák                                  | Cats                                                             | Victoria, a fehér macska                                      |                        |                                                                             |
| Tyler Perry                       |                                          | A Madea Family Funeral                                           | Mabel "Madea" Simmons                                         |                        |                                                                             |
| Rebel Wilson                      | Csaló csajok                             | The Hustle                                                       | Penny Rust                                                    |                        |                                                                             |

### 2020-as évek
| Év                   | Színésznő                   | Színésznő                   | Magyar cím                     | Eredeti cím          | Szerep           |
| 2020 (41. gála)      |                             |                             |                                |                      |                  |
| -------------------- | --------------------------- | --------------------------- | ------------------------------ | -------------------- | ---------------- |
| 2020 (41. gála)      |                             | Kate Hudson                 |                                | Music                | Kazu "Zu" Gamble |
| 2020 (41. gála)      | Anne Hathaway               | Az utolsó akarat            | The Last Thing He Wanted       | Elena McMahon        |                  |
| 2020 (41. gála)      | Anne Hathaway               | Roald Dahl: Boszorkányok    | The Witches                    | A Legfőbb Boszorkány |                  |
| 2020 (41. gála)      | Katie Holmes                | Brahms – A fiú 2.           | Brahms: The Boy II             | Liza                 |                  |
| 2020 (41. gála)      | Katie Holmes                | A titok – Merj álmodni      | The Secret: Dare to Dream      | Miranda Wells        |                  |
| 2020 (41. gála)      | Lauren Lapkus               | A másik Missy               | The Wrong Missy                | Missy                |                  |
| 2020 (41. gála)      | Anna-Maria Sieklucka        | 365 nap                     | 365 Days                       | Laura Biel           |                  |
| 2021 (42. gála)      |                             |                             |                                |                      |                  |
|                      | Jeanna de Waal              | Diana: A musical            | Diana: The Musical             | Diána hercegné       |                  |
| Amy Adams            | Nő az ablakban              | The Woman in the Window     | Dr. Anna Fox                   |                      |                  |
| Megan Fox            | Hajsza egy gyilkos után     | Midnight in the Switchgrass | Rebecca Lombardi               |                      |                  |
| Taryn Manning        |                             | Karen                       | Karen Drexler                  |                      |                  |
| Ruby Rose            |                             | Vanquish                    | Victoria                       |                      |                  |
| 2022 (43. gála)      |                             |                             |                                |                      |                  |
|                      | Arany Málna díj             | N/A                         | N/A                            | N/A                  |                  |
| Ryan Kiera Armstrong | Tűzgyújtó                   | Firestarter                 | Charlene "Charlie" McGee       |                      |                  |
| Bryce Dallas Howard  | Jurassic World: Világuralom | Jurassic World Dominion     | Claire Dearing                 |                      |                  |
| Diane Keaton         | Hirtelen 70                 | Mack & Rita                 | Mackenzie "Mack" Martin / Rita |                      |                  |
| Kaya Scodelario      | A sellő és a Napkirály      | The King's Daughter         | Marie-Josèphe                  |                      |                  |
| Alicia Silverstone   |                             | The Requin                  | Jaelyn                         |                      |                  |
| 2023 (44. gála)      |                             |                             |                                |                      |                  |
|                      | Megan Fox                   |                             | Johnny & Clyde                 | Alana Hart           |                  |
| Ana de Armas         | Ghosted                     | Ghosted                     | Sadie Rhodes                   |                      |                  |
| Salma Hayek          | Magic Mike utolsó tánca     | Magic Mike's Last Dance     | Maxandra Mendoza               |                      |                  |
| Jennifer Lopez       | Anya                        | The Mother                  | Anya                           |                      |                  |
| Helen Mirren         | Shazam! Az istenek haragja  | Shazam! Fury of the Gods    | Heszpera                       |                      |                  |
| 2024 (45. gála)      |                             |                             |                                |                      |                  |
|                      | Dakota Johnson              | Madame Web                  | Madame Web                     | Cassandra Webb       |                  |
| Cate Blanchett       | Borderlands                 | Borderlands                 | Lilith                         |                      |                  |
| Bryce Dallas Howard  | Argylle: A szuperkém        | Argylle                     | Elly Conway                    |                      |                  |
| Lady Gaga            | Joker: Kétszemélyes téboly  | Joker: Folie à Deux         | Harley "Lee" Quinzel           |                      |                  |
| Jennifer Lopez       | Atlas                       | Atlas                       | Atlas Shepherd                 |                      |                  |

### Többszörös jelöltek és díjaik
Pontosítva a 2024. évi díjkiosztó után.
| Jelölés | Díj | Művész               | Évek                                     |
| ------- | --- | -------------------- | ---------------------------------------- |
| 7       | 1   | Jennifer Lopez       | 2002, 2003, 2004, 2006, 2016, 2024, 2025 |
| 6       | 5   | Madonna              | 1987, 1988, 1992, 1994, 2001, 2003       |
| 6       | 2   | Demi Moore           | 1992, 1994, 1996, 1997, 1998, 2001       |
| 6       | 1   | Melanie Griffith     | 1991, 1993, 1994, 1997, 2000, 2001       |
| 5       | 2   | Tyler Perry          | 2013, 2014, 2017, 2018, 2020             |
| 5       | 2   | Sharon Stone         | 1988, 1994, 1995, 2000, 2007             |
| 5       | 1   | Megan Fox            | 2010, 2011, 2017, 2022, 2024             |
| 5       | 0   | Kim Basinger         | 1987, 1992, 1993, 1995, 2001             |
| 4       | 1   | Hilary Duff          | 2005, 2006, 2007, 2020                   |
| 4       | 1   | Faye Dunaway         | 1981, 1982, 1984, 1985                   |
| 4       | 0   | Angelina Jolie       | 2002, 2003, 2004, 2005                   |
| 3       | 3   | Bo Derek             | 1982, 1985, 1991                         |
| 3       | 1   | Linda Blair          | 1982, 1984, 1986                         |
| 3       | 1   | Cameron Diaz         | 2004, 2009, 2015                         |
| 3       | 2   | Dakota Johnson       | 2016, 2018, 2025                         |
| 3       | 1   | Lindsay Lohan        | 2007, 2008, 2014                         |
| 3       | 1   | Sarah Jessica Parker | 2010, 2011, 2012                         |
| 3       | 1   | Brooke Shields       | 1981, 1982, 1985                         |
| 3       | 1   | Kristen Stewart      | 2011, 2012, 2013                         |
| 3       | 1   | Sean Young           | 1992, 1993, 1996                         |
| 3       | 0   | Jessica Alba         | 2006, 2008, 2009                         |
| 3       | 0   | Katherine Heigl      | 2013, 2016, 2018                         |
| 3       | 0   | Brigitte Nielsen     | 1986, 1987, 1990                         |
| 2       | 2   | Pia Zadora           | 1983, 1984                               |
| 2       | 1   | Halle Berry          | 2005, 2014                               |
| 2       | 1   | Sandra Bullock       | 1998, 2010                               |
| 2       | 1   | Kate Hudson          | 2009, 2021                               |
| 2       | 1   | Melissa McCarthy     | 2015, 2019                               |
| 2       | 0   | Drew Barrymore       | 2004, 2015                               |
| 2       | 0   | Joan Chen            | 1987, 1995                               |
| 2       | 0   | Miley Cyrus          | 2010, 2011                               |
| 2       | 0   | Whoopi Goldberg      | 1989, 1997                               |
| 2       | 0   | Anne Hathaway        | 2020, 2021                               |
| 2       | 0   | Bryce Dallas Howard  | 2023, 2025                               |
| 2       | 0   | Milla Jovovich       | 2023, 2013                               |
| 2       | 0   | Sondra Locke         | 1981, 1988                               |
| 2       | 0   | Bette Midler         | 1991, 2001                               |
| 2       | 0   | Helen Mirren         | 2019, 2024                               |
| 2       | 0   | Olivia Newton-John   | 1981, 1984                               |
| 2       | 0   | Tanya Roberts        | 1985, 1986                               |
| 2       | 0   | Ally Sheedy          | 1987, 1990                               |
| 2       | 0   | Barbra Streisand     | 1982, 2013                               |
| 2       | 0   | Charlize Theron      | 2002, 2015                               |
| 2       | 0   | Uma Thurman          | 1995, 1999                               |
| 2       | 0   | Alicia Silverstone   | 1998, 2023                               |